# Аль-Хадид
Аль-Хади́д (араб. الحديد — Железо) — пятьдесят седьмая сура Корана. Сура мединская.  Состоит из 29 аятов.

## Содержание
Сура начинается с сообщения, что Аллаха восхваляет всё, что в небесах и на земле, отвергая от него всё, что не подобает ему. Сура показала различие степеней воздаяния за расходование в зависимости от причины и цели. В суре рассказывается о состоянии верующих в День воскресения, перед которыми, а также со всех сторон будет струиться их ясный Свет, и о состоянии лицемеров.
Сура призывает верующих быть смиренными и покорными при поминании Аллаха и того, что ниспослано из Истины (Корана). В суре приводятся примеры ничтожности земной жизни с её преходящими мирскими благами и величия будущей жизни с её благодатным блаженством и наказанием, и содержится призыв поспешить усердно просить у Аллаха прощения. Сура успокаивает людей тем, что добро или зло, которые постигают человека, предопределены и записаны в Книге у Аллаха, чтобы каждая душа покорилась предопределению Аллаха. 27-й аят повествует об Иисусе, сыне Марии, посланном к людям.

 Славит Аллаха то, что на небесах и на земле. Он - Могущественный, Мудрый. ۝ Ему принадлежит власть над небесами и землёй. Он оживляет и умерщвляет, и Он способен на всякую вещь. ۝ Он - Первый и Последний, Высочайший и Ближайший. Он знает о всякой вещи. ۝ Он - Тот, Кто сотворил небеса и землю за шесть дней, а затем вознёсся на Трон (или утвердился на Троне). Он знает то, что проникает в землю, и то, что выходит из неё, и то, что нисходит с неба, и то, что восходит к нему. Он с вами, где бы вы ни были. Аллах видит всё, что вы совершаете. ۝ Ему принадлежит власть над небесами и землёй, и к Аллаху возвращаются дела. ۝ Он увеличивает день за счёт ночи и увеличивает ночь за счёт дня. Он знает о том, что в груди. ۝ Веруйте в Аллаха и Его посланника и расходуйте из того, что Он дал вам в распоряжение. Тем же из вас, которые уверовали и расходовали, уготована великая награда. 
—  57:1—7 (Кулиев)